# Cassipourea vilhenae
Cassipourea vilhenae là một loài thực vật có hoa trong họ Rhizophoraceae. Loài này được Cavaco mô tả khoa học đầu tiên năm 1954.